# U 63 (U-Boot, 1916)
U 63 war ein dieselelektrisches U-Boot der deutschen Kaiserlichen Marine, das im Ersten Weltkrieg zum Einsatz kam.

## Einsätze
U 63 lief am 8. Februar 1916 bei der Germaniawerft in Kiel vom Stapel und wurde am 11. März 1916 in Dienst gestellt. Die Kommandanten des U-Bootes waren Otto Schultze (11. März 1916 – 27. August 1917 sowie 15. Oktober 1917 – 24. Dezember 1917), Heinrich Metzger (28. August 1917 – 14. Oktober 1917) und Kurt Hartwig (25. Dezember 1917 – 11. November 1918). 	
U 63 war 1916 der IV. U-Boot-Flottille und im Anschluss bis 1918 der I. U-Flottille Mittelmeer zugeordnet.
U 63 führte während des Ersten Weltkrieges zwölf Feindfahrten im Mittelmeer und östlichen Nordatlantik durch. Dabei wurden insgesamt 70 Handelsschiffe der Entente und neutraler Staaten mit einer Gesamttonnage von 194.208 BRT versenkt. Zudem gelang die Versenkung eines Kriegsschiffs: Am 20. August 1916 sank der britische Leichte Kreuzer Falmouth (5250 BRT) vor der englischen Ostküste durch einen Torpedotreffer. Dabei kamen elf Seeleute ums Leben. Der Kreuzer war kurz zuvor bereits durch U 66 beschädigt worden.
Die Fahrten im Mittelmeer führten U 63 bis zur Küste Ägyptens, vor der am 26. März 1917 der kleine Segler L. Rahmanich (79 BRT) versenkt wurde.
Das größte von U 63 versenkte Schiff war der britische Truppentransporter Transylvania (rund 14.300 BRT), der am 4. Mai 1917 2,5 Meilen südlich von Kap Vado im Ligurischen Meer versenkt wurde. Dabei gab es über 400 Todesopfer.
Gemessen an der versenkten Gesamttonnage ist U 63 auf Rang sechs der erfolgreichsten deutschen Hochsee-U-Boote des Ersten Weltkrieges.

## Technik
Die Dieselmotoren der U-Boote U 63 bis U 65 wurden ursprünglich für die Kaiserlich Russische Marine in Auftrag gegeben. Aufgrund des Ausbruchs des Ersten Weltkrieges wurden sie jedoch durch das Deutsche Reich beschlagnahmt und vereinfachte U-Bootskörper „herumgebaut“.

## Verbleib
Infolge der deutschen Niederlage im Ersten Weltkrieg wurde U 63 am 16. Januar 1919 an Großbritannien ausgeliefert. In den Jahren 1919 und 1920 erfolgte die Verschrottung im nordenglischen Blyth.

## VonU 63versenkte Schiffe (Auswahl)

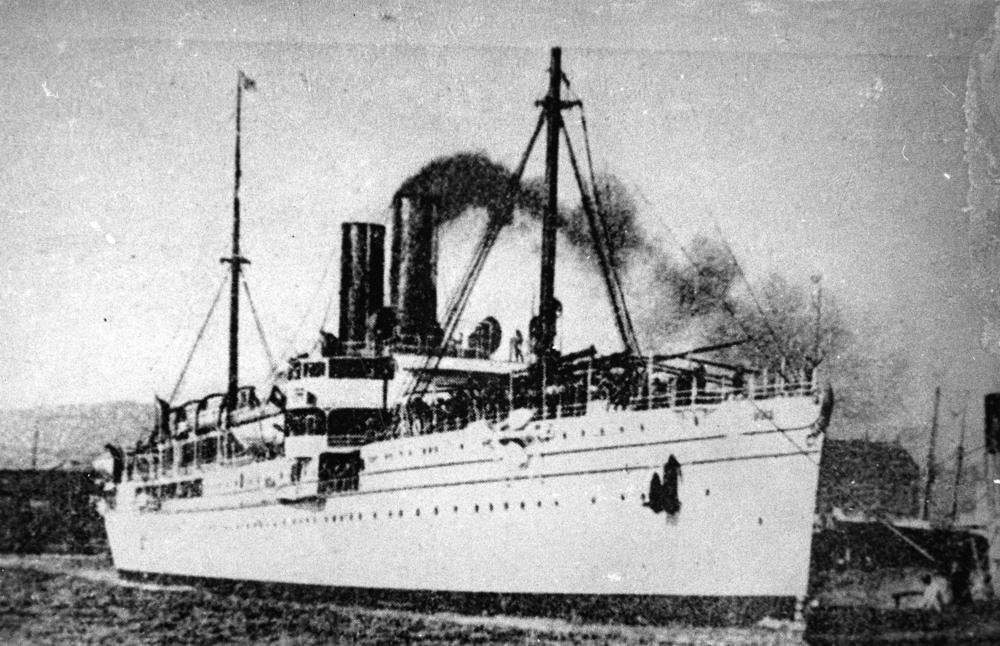
Französisches Passagierschiff Magellan, versenkt am 11. Dezember 1916
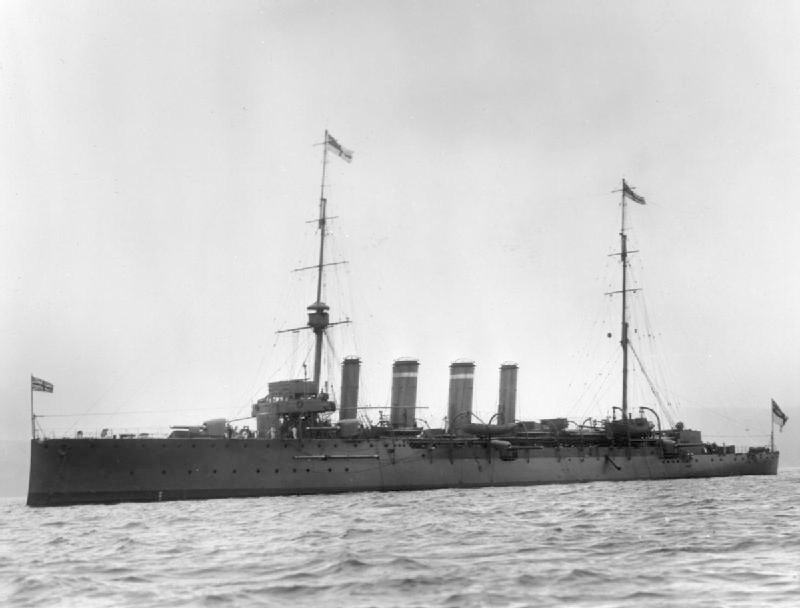
Britischer leichter Kreuzer Falmouth, versenkt am 20. August 1916
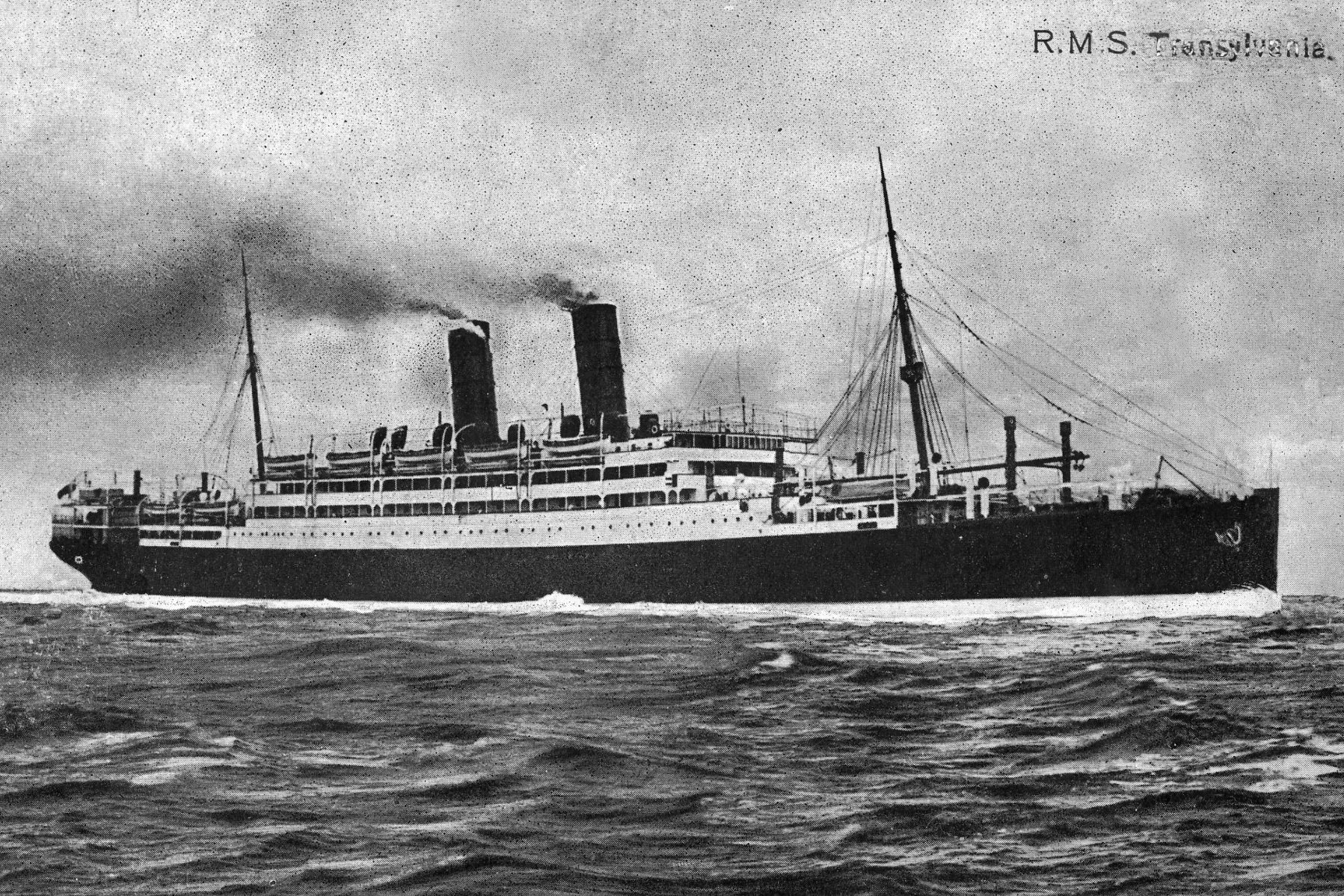
Britisches Dampfschiff Transylvania, versenkt am 4. Mai 1917